# Phalloniscus mateui
Phalloniscus mateui es una especie de crustáceo isópodo terrestre de la familia Oniscidae.

## Distribución geográfica
Son endémicos del centro de la España peninsular.